# Victor Stenger
Victor John Stenger (Bayonne, 29 januari 1935 – Hawaï, 27 augustus 2014) was een Amerikaans deeltjesfysicus, filosoof, auteur en skepticus.
Na een carrière als deeltjesfysicus werd Stenger meer actief als zogenaamde nieuw atheïst en schreef hij ook populairwetenschappelijke boeken. Hij heeft twaalf boeken gepubliceerd voor een breed publiek over fysica, kwantummechanica, kosmologie, filosofie, religie, atheïsme en pseudowetenschap, waaronder de bestseller God: Een onhoudbare hypothese (in 2008 in het Nederlands verschenen). Zijn laatste boek is God and the Atom: From Democritus to the Higgs Boson (2013). Hij was ook een columnist voor The Huffington Post.
Hij was er uitgesproken voorstander van om religie buiten de wetenschappelijke, commerciële en politieke sfeer te houden, en was de bedenker van de populaire uitdrukking "Wetenschap vliegt je naar de maan. Religie vliegt je in gebouwen".

## Biografie
Victor J. Stenger werd geboren op 29 januari 1935 en groeide op in een arbeidersklassebuurt in Bayonne, New Jersey. Zijn vader was een Litouwse immigrant en zijn moeder was de dochter van Hongaarse immigranten. Hij overleed op 27 augustus 2014 in Hawaï ten gevolge van een aneurysma nabij zijn hart.

### Opleiding en loopbaan
Stenger behaalde zijn Bachelor of Science in Elektrotechniek aan het Newark College of Engineering (tegenwoordig het New Jersey Institute of Technology). Hij verhuisde vervolgens naar Los Angeles dankzij een Hughes Aircraft Company-beurs, waar hij een Master of Science behaalde aan de UCLA in 1958 en een Ph.D. in 1963, beide binnen de fysica.
Hij verhuisde daarna naar Hawaï waar hij deel uitmaakte van het departement voor natuurkunde van de University of Hawaii tot aan zijn emeritaat in 2000. Hij was ook een gastprofessor aan de Universiteit van Heidelberg in Duitsland en de Universiteit van Oxford (tweemaal), en was een gastonderzoeker bij het Rutherford Appleton Laboratory in het Verenigd Koninkrijk, het Nationaal Laboratorium voor Kernfysica in Frascati, Italië en aan de Universiteit van Florence in Italië. Op het moment van zijn overlijden was hij professor-emeritus in de natuurkunde aan de Universiteit van Hawaï en adjunct-professor in de filosofie aan de Universiteit van Colorado te Boulder.

### Wetenschapper
De eerste onderzoekspublicatie van Stenger verscheen in 1964 en hij zette zijn onderzoekscarrière voort tot aan zijn emeritaat in 2000. Hij deed onderzoek naar de eigenschappen van gluonen, quarks, strange deeltjes en neutrino’s. Stenger was een pionier op het gebied van de neutrino-astronomie en hoogenergetische gammastralen. Zijn laatste onderzoekswerk als experimenteel natuurkundige vóór zijn emeritaat was zijn deelname aan het in Japan gebaseerde Super-Kamiokande ondergrondse experiment. Dankzij dit onderzoek werd aangetoond dat neutrino’s massa bezitten, en de leider van het project, Masatoshi Koshiba, werd medewinnaar van de Nobelprijs voor de Natuurkunde in 2002.

### Filosoof en wetenschappelijk skepticus
Stenger was voornamelijk bekend als een voorstander van filosofisch naturalisme, skepticisme en atheïsme. Hij was een prominente criticus van intelligent design en van een agressief gebruik van het antropisch principe. Hij was van mening dat als bewustzijn en vrije wil bestaan, dat deze dan uiteindelijk op een wetenschappelijke manier verklaard zullen kunnen worden zonder een beroep te hoeven doen op het mystieke of bovennatuurlijke. Hij bekritiseerde herhaaldelijk personen die gebruikmaken van interpretaties van de kwantummechanica ter ondersteuning van het zogenaamde paranormale, mystieke of bovennatuurlijke en schreef verscheidene boeken en artikelen om pseudowetenschap aan de kaak te stellen.
Stenger was ook een publiek spreker. Hij deed onder andere mee aan de "Origins Conference" in 2008 die georganiseerd werd door The Skeptics Society aan het California Institute of Technology samen met Nancey Murphy, Hugh Ross, Leonard Susskind, Kenneth R. Miller, Sean Carroll en Michael Shermer. Stenger ging in debat met verschillende christelijke apologeten en wetenschappers, waaronder William Lane Craig, Hugh Ross, John Lennox en David J. Bartholomew, over onderwerpen zoals het bestaan van God en de relatie tussen wetenschap en religie.
In 1992 daagde Uri Geller Stenger en Prometheus Books voor de rechter voor een bedrag van $4 miljoen. Geller stelde dat Stenger smaad had gepleegd door het in vraag stellen van Gellers vermeende "paranormale krachten". De aanklacht werd afgewezen en Geller werd opgedragen om de gerechtskosten te betalen.

## Posities binnen organisaties
- Voorzitter, 1990–94 Hawaiian Humanists
- Lid van redactieraad, Free Inquiry
- Lid van Society of Humanist Philosophers
- Fellow van het Committee for Skeptical Inquiry[11]
- Fellow van het Center for Inquiry
- Voorzitter, 2002–06, Colorado Citizens for Science

## Publicaties van Stenger
In de laatste jaren heeft Stenger vooral boeken en artikelen gepubliceerd voor een breder publiek waarin onderwerpen zoals natuurkunde en kosmologie, filosofie, religie alsook pseudowetenschap behandeld werden.
- Stenger, Victor (1988), Not by Design: The Origin of the Universe, Prometheus Books, p. 202, ISBN 978-0-87975-451-8
- Stenger, Victor (1990), Physics and Psychics: The Search for a World Beyond the Senses, Prometheus Books, p. 323, ISBN 978-0-87975-575-1
- Stenger, Victor (1995), The Unconscious Quantum: Metaphysics in Modern Physics and Cosmology, Prometheus Books, p. 322, ISBN 978-1-57392-022-3
- Stenger, Victor (2000), Timeless Reality: Symmetry, Simplicity, and Multiple Universes, Prometheus Books, p. 396, ISBN 978-1-57392-859-5
- Stenger, Victor (2003), Has Science Found God? The Latest Results in the Search for Purpose in the Universe, Prometheus Books, p. 373, ISBN 978-1-59102-018-9
- Stenger, Victor (2006), The Comprehensible Cosmos: Where Do the Laws of Physics Come From?, Prometheus Books, p. 340, ISBN 978-1-59102-424-8
- Stenger, Victor (2007), God: Een onhoudbare hypothese, Veen Media, ISBN 978-9-08571-217-6
- Stenger, Victor (2009), Quantum Gods: Creation, Chaos, and the Search for Cosmic Consciousness, Prometheus Books, p. 292, ISBN 978-1-59102-713-3
- Stenger, Victor (2009), The New Atheism: Taking a Stand for Science and Reason, Prometheus Books, p. 282, ISBN 978-1-59102-751-5
- Stenger, Victor (2011), The Fallacy of Fine-Tuning: Why the Universe Is Not Designed for Us, Prometheus Books, p. 345, ISBN 978-1-61614-443-2
- Stenger, Victor (2012), God and the Folly of Faith: The Incompatibility of Science and Religion, Prometheus Books, p. 408, ISBN 978-1-61614-599-6
- Stenger, Victor (2013), God and the Atom, Prometheus Books, p. 300, ISBN 978-1-61614-753-2

Van 1998 tot 2011 schreef Stenger stukjes voor de column "Reality Check," in Skeptical Briefs, de driemaandelijkse nieuwsbrief van het Committee for Skeptical Inquiry (CSI).